# Seu Creysson
Seu Creysson é um personagem fictício do grupo humorístico brasileiro Casseta & Planeta, que participava de quadros em seu programa na TV Globo. É interpretado pelo comediante baiano Cláudio Manoel.

## Realizações
Seu Creysson representa uma caricatura de uma pessoa de classe baixa, exagerando características. Sua característica mais conhecida é o modo de falar repleto de solecismos.
Ele comprou a empresa fictícia Grupo Capivara (concorrente da também fictícia Organizações Tabajara), numa paródia ao fato da Transbrasil ter sido vendida por 1 real para um empresário, salvando-a da falência ao lançar uma série de produtos populares.
Nas eleições de 2002, Seu Creysson se candidatou para presidente da República, ao fundar seu partido político, o PÇSC (Partido Çossiáu do Seu Creysson). Numa mistura de fantasia com realidade, o Casseta e Planeta realmente promoveu showmícios da candidatura de Seu Creysson, que tiveram um grande público.
O Casseta & Planeta lançou um livro protagonizado pelo personagem, Seu Creysson - Vídia i Óbria, basicamente uma compilação de seus esquetes no programa. Chegou ao topo das listas de mais vendidos, e vendeu 23 mil exemplares em um mês.
Seu Creysson morre (caindo em uma piscina de ácido) no fim do filme Casseta & Planeta: Seus Problemas Acabaram!, revelando que o advogado Dr. Botelho Pinto (vivido por Murilo Benício) era seu filho. Mas vira zumbi e ameaça voltar para se vingar.
Na edição de 22 de setembro de 2009 do Casseta e Planeta, Urgente!, começou uma campanha para sua procura, pois estava "desaparecido". Esta campanha seguiu o embalo da procura de artistas no Fantástico, como Belchior e Byafra. Na semana seguinte, foi descoberto que Seu Creysson estava como refém na casa de Cléo Pires, que o aprisionou por ter um órgão sexual grande.